# 過酢酸
過酢酸（かさくさん、peracetic acid）は、過酸、過カルボン酸のひとつ。PAA と略される。鼻を突く酢酸臭がある液体で、水に易溶。

## 合成
過酢酸はアセトアルデヒドの自動酸化で工業的に生産される。
O2 + CH3CHO → CH3CO3H
硫酸のような強酸触媒の存在下で、酢酸と過酸化水素から過酢酸が生成する。
H2O2 + CH3CO2H  CH3CO3H + H2O

## 消毒薬としての利用
過酢酸は殺菌消毒薬として使用され、6% 溶液がアセサイドという商品名で販売されている。主に医療器具の滅菌、殺菌、消毒に 0.2%–0.3% の濃度で用いられる。ほとんど全ての細菌、真菌、芽胞、ウイルスに対しグルタルアルデヒドと同等かそれ以上の効果を示すが、グルタルアルデヒドと違い、人体に対する感作性やアレルギー性、変異原性が低い。分解生成物は酢酸、過酸化水素で、過酸化水素は最終的に水と酸素に分解される。
過酢酸は、炭疽菌に代表される芽胞にも有効であり、グルタルアルデヒド、ホルムアルデヒド、次亜塩素酸ナトリウム、過酸化水素とともに世界保健機関 (WHO) が炭疽菌の消毒薬として推奨するもののひとつとなっている。

## 有機合成分野での応用
有機合成の分野では、酸化剤として汎用される。多くの場合は過酸化水素と無水酢酸から系中で発生させて用いるが、純度の高いものは潜在的に爆発性があるとされ、危険である。通常の目的には危険性の低いメタクロロ過安息香酸 (mCPBA) を用いるべきである。

## 法規制
日本の消防法において、第5類危険物(自己反応性物質)である有機過酸化物に属する。